# Пфальцбау
Пфальцбау — концертный зал и театр в городе Людвигсхафен-ам-Райн, который также используется для проведения выставок и конференций. Работает как гостевой театр, но иногда представляет собственные постановки и совместные постановки с другими театрами. Вместимость — 1171 человек.

## История
Пфальцбау был открыт 21 сентября 1968 года и стал преемником «старого Пфальцбау» на Берлинской площади, который работал с 1928 года и был разрушен в ходе бомбардировок 6 сентября 1943 года и 6 января 1945 года. После войны здание было частично восстановлено и использовалось для театральных постановок, но в 1957 году на его месте была построена эстакада.
После открытия работал исключительно как гостевой театр. В Пфальцбау выступали такие известные группы, как The Firm (в 1984 году). В 1988 году руководство региона решило начать финансирование оперных постановок.
Хансгюнтер Хейме, один из сооснователей немецкого режиссерского театра, стал руководителем Пфальцбау в феврале 2004 года. В том же году он основал осенний фестиваль Людвигсхафен, на котором ежегодно ставятся международные спектакли высокого уровня. Во время его руководства создано большое детское и молодежное отделение. В период с 2007 по 2009 год Пфальцбау отремонтировали и перестроили. В это время события, связанные с Пфальцбау, проводились в других местах.
Нынешним директором театра является Тильман Герш, который 1 января 2015 года сменил Хансгюнтера Хейме. Под руководством Герша в феврале 2015 года впервые состоялся театральный фестиваль «Открытый мир».

## Галерея

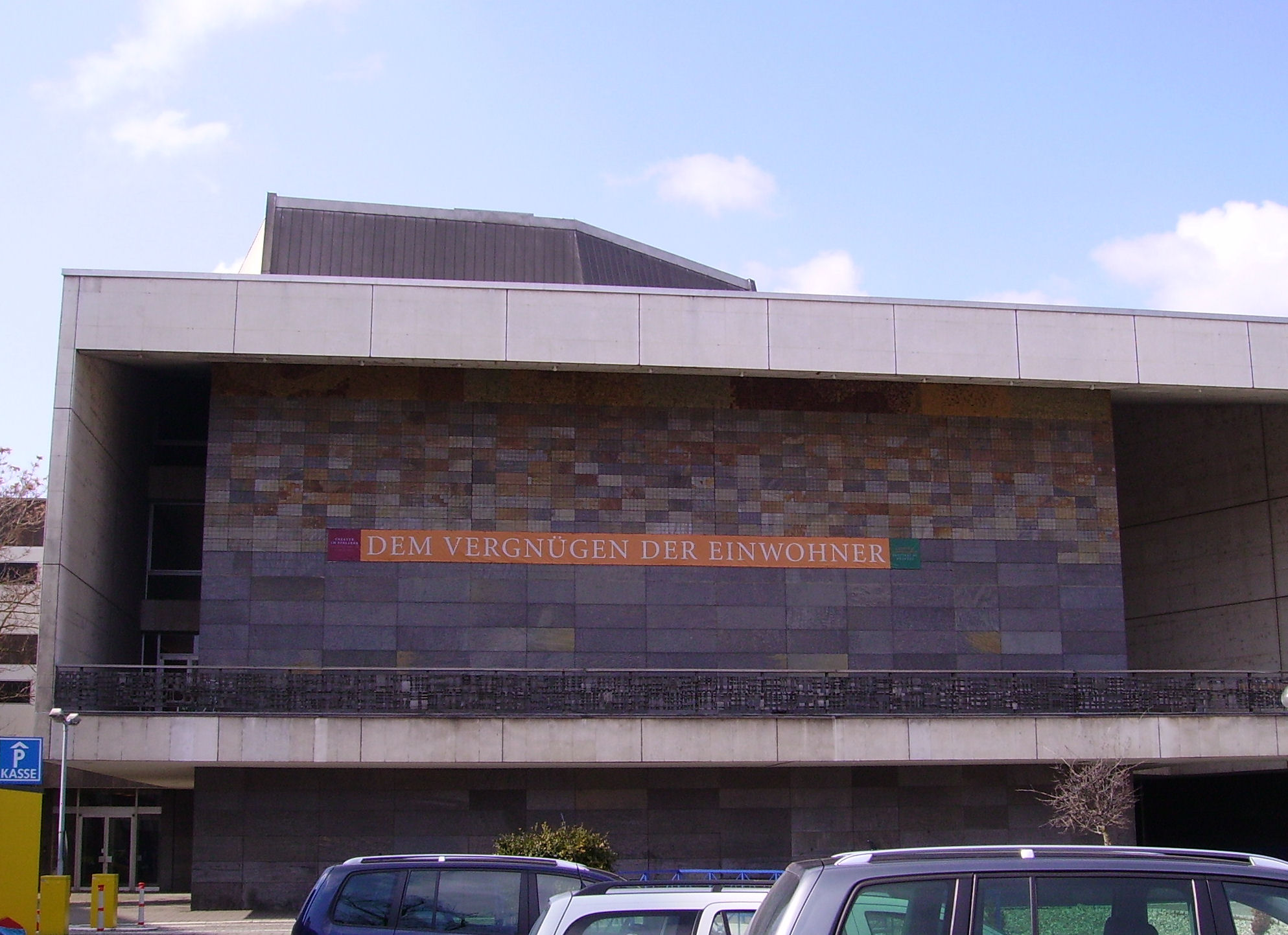
Восточная часть Пфальцбау
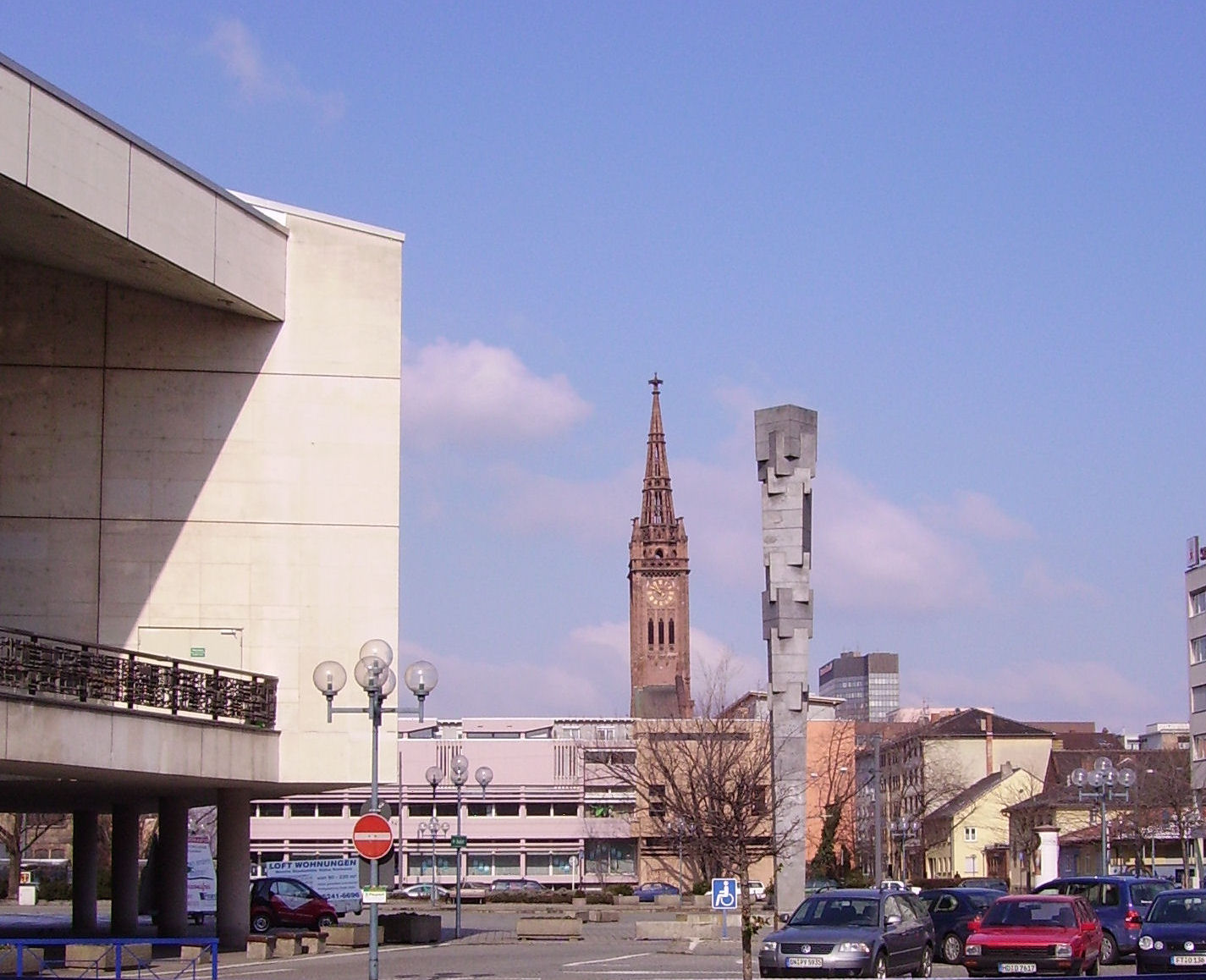
Пфальцбау и колонна Пфальцзойле
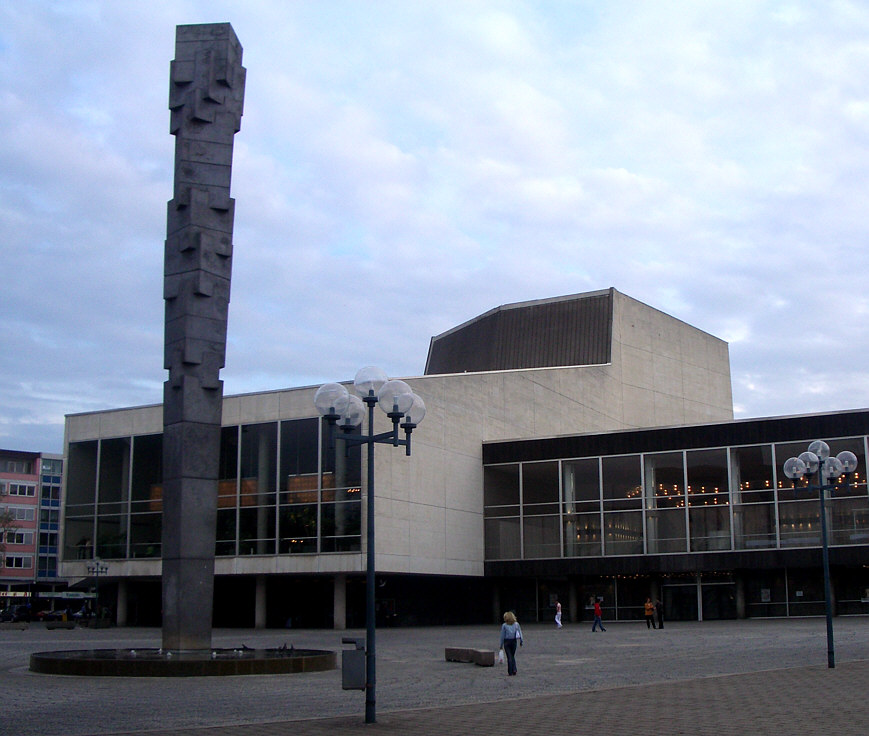
Пфальцбау и колонна Пфальцзойле
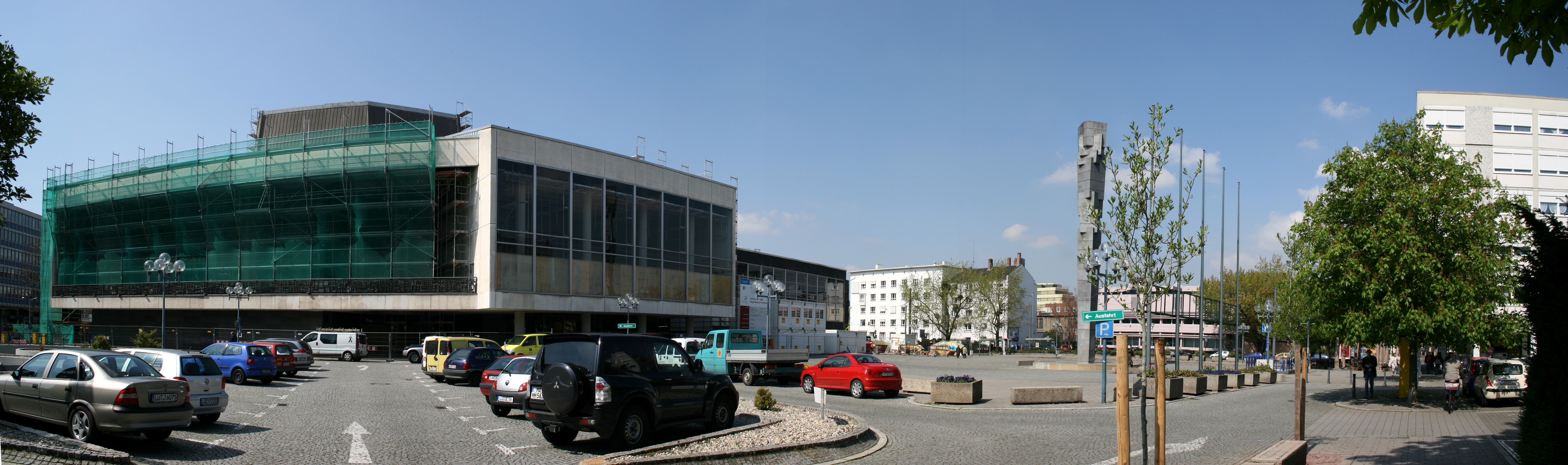
Пфальцбау в 2008 году во время ремонта